# Stalita
Genre
Stalita est un genre d'araignées aranéomorphes de la famille des Dysderidae.

## Distribution
Les espèces de ce genre se rencontrent en Croatie, en Slovénie et en Italie.

## Liste des espèces
Selon World Spider Catalog (version 15.0, 2014) :
- Stalita hadzii Kratochvíl, 1934
- Stalita inermifemur Roewer, 1931
- Stalita pretneri Deeleman-Reinhold, 1971
- Stalita taenaria Schiødte, 1847

## Publication originale
- Schiødte, 1847 : Forelöbig Beretning om Untersögelser om den underjordiske Fauna i Hulerme i Krain og Istrien. Oversigt over det Kongelige Danske Videnskabernes Selskabs  Forhandlinger og dets Medlemmers, vol. 1847, p. 75-81.